# Ursula Owusu
Pour les articles homonymes, voir Owusu.
Ursula Owusu-Ekuful (née le 20 octobre 1964) est une avocate, militante des droits des femmes et parlementaire ghanéenne représentant la circonscription d'Ablekuma West,,. Elle est ministre des Communications du Ghana depuis la prise de pouvoir du Nouveau Parti patriotique en janvier 2017. Le samedi 29 septembre 2018, elle était installée en tant que Nkosuohemaa (Reine du développement) par les chefs traditionnels et le peuple d'Akem Asuom dans la région orientale du Ghana. La cérémonie a eu lieu au Palais d'Asuomhene Osabarima Ofosuhene Apenteng II,,,.

## Jeunesse
Owusu-Ekuful est né le 20 octobre 1964. Elle est originaire d'Akim Oda dans la région orientale du Ghana.

## Éducation
Owusu-Ekuful a fréquenté le lycée Labone et s'est rendue à la Mfantsiman Girls' Secondary School pour avoir sa sixième. Elle a poursuivi ses études à l'université du Ghana et à l'École de droit du Ghana où elle a obtenu un Bachelor of Laws (LLB). Elle a été admise au barreau en 1990. Elle a suivi des cours dont un au Centre international Kofi Annan de formation au maintien de la paix basé au Ghana. De ce Centre, elle a obtenu une maîtrise en conflits, paix et sécurité,.

## Carrière
Elle a travaillé pendant dix ans comme avocate avant de diriger une entreprise technologique. En 2012, elle a été élue députée de la circonscription d'Ablekuma West. En 2015, elle et d'autres femmes parlementaires ont été victimes d'agressions personnelles après un différend sur les places réservées aux femmes parlementaires. Elle aurait dit qu'elle réfléchissait à son avenir en politique mais l'année suivante, elle est devenue ministre des Communications.
Avant son poste actuel de ministre de la Communication, elle a siégé à différents conseils d'administration et à différents titres dans sa carrière professionnelle. Elle a été consultante directrice, N.U. Consult Legal, Governance and Gender Consultants, directrice de Vodafone Ghana Company Limited, membre de l'Association du barreau du Ghana, membre exécutif de la Fédération internationale des femmes juristes (FIDA), Ghana et membre de African Association des femmes juristes (AWLA) du Ghana.

## La controverse d'Adhan
À la suite de la suggestion de Kwabena Frimpong-Boateng (en) en tant que ministre de l'Environnement, des Sciences, de la Technologie et des Innovations, que les mosquées utilisent des haut-parleurs externes pour que les Adhan envisagent de rassembler leur congrégation à l'aide de SMS et de WhatsApp Messenger, certaines sections de la communauté ghanéenne étaient mécontentes de la proposition perçue comme « impraticable » et a reproché au ministre de faire la suggestion. Cela a été considéré par certains observateurs comme une manifestation d'intolérance parmi les membres de la communauté musulmane du Ghana.
Ursula Owusu-Ekuful a partagé un article sur son mur Facebook de Ghanaweb.com, qui était d'accord avec cette dernière position, suggérant qu'elle avait elle-même la même opinion que « les musulmans du Ghana sont intolérants ». Elle a ensuite supprimé la publication Facebook et a écrit une réplique sur Modernghana.com se dissociant de cet article.

## Politique
En 2015, elle a candidaté et remporté les primaires parlementaires du Nouveau Parti patriotique (NPP) dans la circonscription d'Ablekuma West. Elle a conservé son siège parlementaire lors des élections générales ghanéennes de 2016 en remportant avec 34 376 voix sur les 60 558 voix valides exprimées soit 56,96%. En 2017, Ursula Owusu a été nommée ministre des Communications et a accepté l'offre de devenir la reine du développement (Nkosuohemaa) d'Akyem Asuom dans le district de Kwaebibirem de la région de l'Est,.

## Vie privée
Elle est mariée à un ophtalmologue ghanéen basé au Royaume-Uni, le Dr Sam Ekuful, avec un enfant,,,. Elle s'identifie comme chrétienne.